# Пуэрто-Пеньяско (муниципалитет)
Пуэрто-Пеньяско (исп. Puerto Peñasco) — муниципалитет в Мексике, штат Сонора, с административным центром в одноимённом городе. Численность населения, по данным переписи 2020 года, составила 62 301 человек.

## Общие сведения
Название Puerto Peñasco с испанского языка можно перевести как порт среди скал.
Площадь муниципалитета равна 6193,3 км², что составляет 3,5 % от площади штата, а наиболее высоко расположенное поселение Ла-Эсперанса, находится на высоте 595 метров.
Он граничит с другими муниципалитетами Соноры: на севере с Хенераль-Плутарко-Элиас-Кальесом, на востоке с Каборкой, на западе с Сан-Луис-Рио-Колорадо, также на севере проходит государственная граница с США, а на юге берега муниципалитета омываются водами Калифорнийского залива.

## Учреждение и состав
Муниципалитет был образован 9 июля 1952 года, в его состав входит 41 населённый пункт, самые крупные из которых:
| Код INEGI                  | Населённый пункт                                                                                | Численность населения (2005 год) | Численность населения (2010 год) | Численность населения (2020 год) |
| -------------------------- | ----------------------------------------------------------------------------------------------- | -------------------------------- | -------------------------------- | -------------------------------- |
| 048                        | Всего                                                                                           | 44875                            | 57342                            | 62689                            |
| 0001                       | Пуэрто-Пеньяско (исп. Puerto Peñasco) 31°18′24″ с. ш. 113°32′24″ з. д. (административный центр) | 44647                            | 56756                            | 62301                            |
| 0004                       | Баия-ла-Чоя (исп. Bahía la Choya) 31°20′30″ с. ш. 113°38′06″ з. д.                              | 63                               | 134                              | 132                              |
| 0231                       | Орфанаторио (исп. Orfanatorio) 31°28′56″ с. ш. 113°22′44″ з. д.                                 | 6                                | 51                               | 37                               |
| 0090                       | Лас-Кончас (исп. Las Conchas) 31°17′21″ с. ш. 113°29′17″ з. д.                                  | 9                                | 111                              | 36                               |
| 0245                       | Агуа-Сарка (исп. Agua Zarca) 31°29′19″ с. ш. 113°25′35″ з. д.                                   | 5                                | 22                               | 29                               |
| 0158                       | Лас-Лагримас (исп. Las Lágrimas) 31°24′34″ с. ш. 113°29′05″ з. д.                               | 29                               | 12                               | 29                               |
| —                          | Прочие                                                                                          | 116                              | 256                              | 125                              |
| Названия на карте Генштаба |                                                                                                 |                                  |                                  |                                  |

## Экономическая деятельность
По статистическим данным 2000 года, работоспособное население занято по секторам экономики в следующих пропорциях:
- сельское хозяйство, скотоводство и рыбная ловля — 10 %;
- промышленность и строительство — 25,9 %;
- торговля, сферы услуг и туризма — 59,2 %;
- безработные — 4,9 %.

## Инфраструктура
По статистическим данным 2020 года, инфраструктура развита следующим образом:
- электрификация: 98,8 %;
- водоснабжение: 96,1 %;
- водоотведение: 98,8 %.